# Wofford Heights (Kalifornija)
Wofford Heights je naseljeno područje za statističke svrhe u američkoj saveznoj državi Kalifornija. Prema popisu stanovništva iz 2010. u njemu je živjelo 2.200 stanovnika.